# NGC 4509
NGC 4509 ist eine spiralförmige Zwerggalaxie vom Hubble-Typ Sab mit ausgedehnten Sternentstehungsgebieten im Sternbild Jagdhunde am Nordsternhimmel. Sie ist schätzungsweise 42 Millionen Lichtjahre von der Milchstraße entfernt und hat einen Durchmesser von etwa 10.000 Lichtjahren. Gemeinsam mit 18 weiteren Galaxien bildet sie die NGC 4274-Gruppe (LGG 279).
Das Objekt wurde am 11. März 1828 vom britischen Astronomen John Herschel entdeckt.